# Annerose Fiedler
Annerose Fiedler z domu Krumpholz, po drugim mężu König (ur. 5 września 1951 w Lützensömmern) – niemiecka lekkoatletka reprezentująca NRD, płotkarka, medalistka mistrzostw Europy.
Wystąpiła na igrzyskach olimpijskich w 197] w Monachium, gdzie zajęła 7. miejsce w finale biegu na 100 metrów przez płotki.
Zwyciężyła ex aequo z Grażyną Rabsztyn w biegu na 60 metrów przez płotki na halowych mistrzostwach Europy w 1974 w Göteborgu. Zdobyła srebrny medal w biegu na 100 metrów przez płotki na mistrzostwach Europy w 1974 w Rzymie za swą rodaczką Annelie Ehrhardt.
Później nie  zdobywała już medali na wielkich imprezach. Na halowych mistrzostwach Europy w 1975 w Katowicach zajęła 4. miejsce w biegu na 60 metrów przez płotki. Zajęła 6. miejsce w biegu na 100 metrów przez płotki na mistrzostwach Europy w 1978 w Pradze.
Była mistrzynią NRD na 100 metrów przez płotki w 1975, wicemistrzynią w latach 1968, 1972-1974 i 1977 oraz brązową medalistką w 1976 i 1978, a także halową mistrzynią NRD na 60 metrów przez płotki w 1976 i wicemistrzynią w 1974.
Rekordy życiowe Annerose Fiedler:
| Konkurencja                           | Data i miejsce         | Wynik |
| ------------------------------------- | ---------------------- | ----- |
| bieg na 100 metrów przez płotki       | 7 września 1974, Rzym  | 12,89 |
| bieg na 60 metrów przez płotki (hala) | 9 marca 1974, Göteborg | 8,08  |